# Anna Lindh

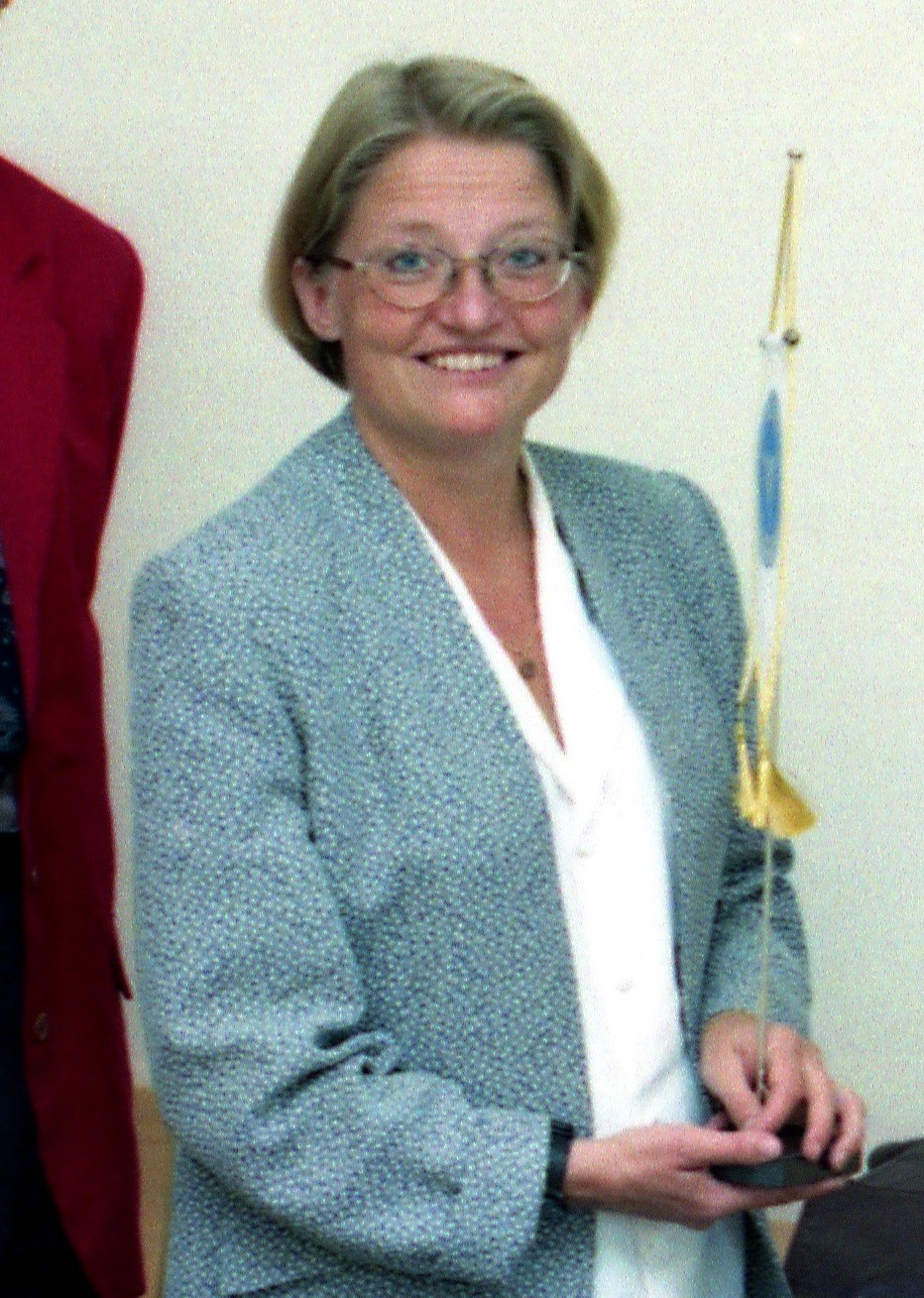
Anna Lindh

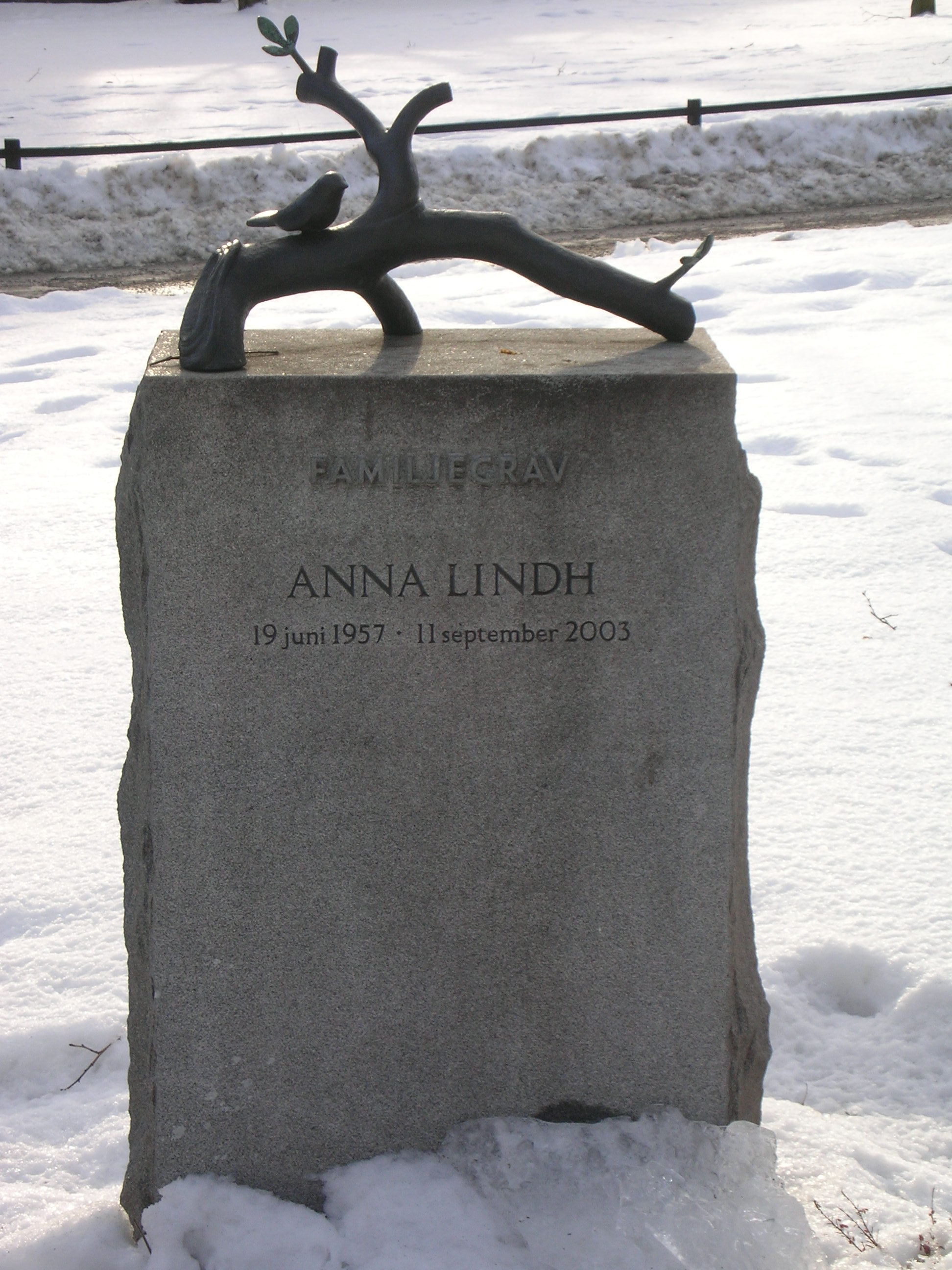
Grafsteen van Anna Lindh

Anna Lindh (Stockholm, 19 juni 1957 – aldaar, 11 september 2003) was een Zweeds politica. Zij was minister van Milieuzaken van 1994 tot 1998 en minister van Buitenlandse Zaken van 1998 tot haar dood. Ze was getrouwd met de Zweedse politicus Bo Holmberg (1942-2010).
Lindh studeerde rechten in Uppsala. Zij was al tijdens haar studie politiek actief. In 1982 verwierf zij een zetel in het parlement, en in 1991 werd zij lid van het sociaaldemocratische partijbestuur.
Lindh heeft de campagne voor het invoeren van de euro in Zweden opgezet. Het referendum hierover vond plaats op zondag 13 november 2003, en resulteerde in een 'nee' van de bevolking tegen de invoering van de euro in Zweden.
Anna Lindh overleed in september 2003 op 46-jarige leeftijd na een aanslag met een mes in een winkelcentrum.

## Anna Lindh-stichting
De schok die met haar dood door Zweden ging, wordt vergeleken met die na de moord op de Zweedse premier Olof Palme in 1986.
Op 7 mei 2004 werd in Dublin door de ministers van Buitenlandse Zaken van de EU, acht Arabische landen, Israël en Turkije besloten een nieuwe stichting te vernoemen naar Anna Lindh. Het doel van de stichting is een dialoog op gang te brengen voor een beter begrip tussen Europa, de landen rond de Middellandse Zee en het Midden-Oosten. De stichting kreeg als vestigingsplaats Alexandrië.

## Overzicht loopbaan

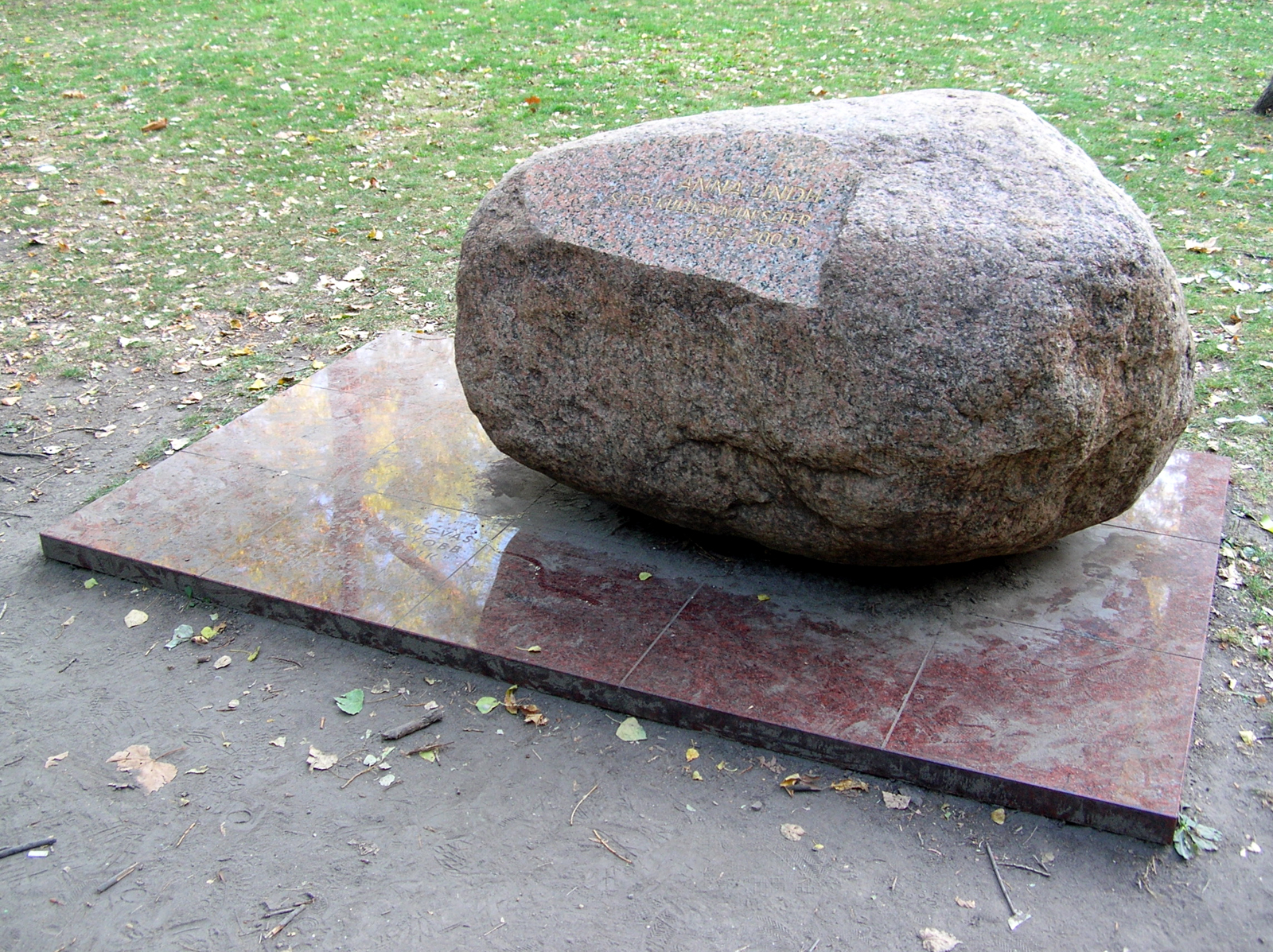
Anna Lindh-gedenksteen (Boedapest)

- 1977-1979 - Gemeenteraadslid Enköping
- 1982 - Afgestudeerd als jurist in Uppsala
- 1982-1983 - Griffier van de rechtbank te Stockholm
- 1982-1985 - Lid van het Zweeds parlement voor de sociaaldemocratische partij
- 1984-1990 - Voorzitter van de jonge socialisten
- 1991-1994 - Locoburgemeester van Stockholm
- 1994-1998 - Minister van Milieu
- 1998-2003 - Minister van Buitenlandse Zaken

- Bibliothèque nationale de France: cb16572062b (data)
- Gemeinsame Normdatei: 128680814
- International Standard Name Identifier: 0000 0000 5472 8487
- KulturNav: 607840fa-4ba7-406e-ac7f-9cc298c8ded2
- Library of Congress Control Number: n2003056810
- LIBRIS: 202085
- Système universitaire de documentation: 097590517
- Virtual International Authority File: 77372534
- WorldCat: E39PBJymBwBJxJXBMGQMrtkqwC